# Лабиринт (альбом группы «Мастер»)
«Лабиринт» — шестой студийный альбом российской хэви-метал-группы «Мастер». Презентация записанного в частном порядке альбома состоялась 19 мая 2000 года в «Р-Клубе»; в официальном издании диск вышел в 2001 году на лейбле CD-Land.

## История создания

### Событийный контекст
В 1997 году, когда вокалист Михаил Серышев отказался от участия в гастролях по Франции, сессионным вокалистом в группу был приглашён Артур Беркут, который, впрочем, надолго в «Мастере» не задержался и после французского турне ушёл в собственный проект «ZOOM», уведя с собой гитариста Сергея Попова и барабанщика Анатолия «Тони Шендера» Шендерова. В результате был сформирован новый состав: басист Алик Грановский, гитарист Леонид Фомин (экс-«Валькирия»), барабанщик Олег Милованов (экс-«Hellraiser»), звукооператор Андрей Лебедев и директор Александр Ладыченко. Михаил Серышев ещё некоторое время сотрудничал с группой, но ему всё сложнее было совмещать работу в группе, церковном хоре и оперную карьеру — в конце 1999 года он окончательно покидает группу для работы в классической опере, в связи с чем группе пришлось начать поиски нового вокалиста. Последний концерт группы в составе Серышев — Грановский — Милованов — Фомин состоялся 23 октября 1999 года в Одессе. На смену Серышеву приходит Алексей Кравченко (Lexx), которого рекомендовал Грановскому Сергей Терентьев, гитарист группы «Ария».

### Запись альбома «Лабиринт»
Работа над альбомом «Лабиринт» началась ещё в 1999 году. К концу года, когда музыканты приобрели звукозаписывающую аппаратуру, альбом был записан на студии «Master-Records». Официально он вышел только весной 2001 года на студии «CD-Land».

В принципе, мы и начинали играть с клавишными, — ещё когда у нас в составе был Кирилл Покровский, — и на первых двух альбомах клавишные присутствовали. А на альбоме «Лабиринт» мы решили вернуться к этой практике.— Алик Грановский

— Когда Вы пришли в группу, альбом «Лабиринт» был уже полностью готов?
— Когда мы решили играть вместе, то сразу же стали его записывать. Уже практически все тексты и мелодии были готовы. Для пары-тройки песен Миша напел «рыбы» — «Места хватит всем», «Кресты»… И сходу стали писать, да.
— «Лабиринт» был первым изданным альбомом с Вашим голосом. Каковы были ощущения, когда Вы взяли в руки диск?

— Да ничего такого особенного. Разве что, такое легкое осознание того, что вот диск, вот продукт, на котором ты поешь, ощущение какого-то удовлетворения, осознание причастия к группе, к музыке…Но и также — присутствие какой-то недосказанности, недоделанности, ощущения, что можно сделать что-то по-другому. Но получилось — и слава Богу, что получилось. В любом случае, как ни крути, вот она точка и отсюда уже можно идти дальше…— Алексей Кравченко (Lexx)

### История создания и судьба отдельных композиций
- Кресты. Баллада за авторством Маргариты Пушкиной удостоилась самого пристального внимания со стороны как российских, так и зарубежных[8] слушателей.  На песню был снят клип. Песня «Кресты», помимо «Лабиринта», включалась в следующие лицензионные диски:

| Альбом                            | Год  | Лейбл                       | Код диска по каталогу |
| --------------------------------- | ---- | --------------------------- | --------------------- |
| «Мастер. Классика 1987—2002»      | 2002 | Мороз Рекордс               | MR 02449 CD           |
| «Мастер. Легенды русского рока»   | 2002 | Мороз Рекордс               | MR 02490 CD           |
| «Легенды русского рока. The Best» | 2005 | Мороз Рекордс               | RMG 1519 MP3          |
| «Мастер. XX лет. Диск 1»          | 2008 | CD-Maximum                  | CDM 0608-2889/u       |
| «Мастер. MP3 коллекция. Диск 1»   | 2007 | РМГ Рекордз & Мороз Рекордс | RMG 3343 MP3          |
Текст баллады был опубликован в одном из томов антологии «Поэты русского рока».
- Таран. Песня «Таран» была взята из репертуара группы «Смещение», в которой в 80-х годах играли вместе Алик Грановский, Андрей Крустер (звукооператор группы «Мастер» на момент записи альбома «Лабиринт») и Сергей Шелудченко (бывший барабанщик группы «Смещение»).
- Никто не забыт, ничто не забыто (инструментальное соло). В одном из интервью Алик Грановский, рассказывая о своём сольном альбоме «Большая прогулка», отметил: «…альбом МАСТЕРА „Лабиринт“ и мой сольный диск должны были выйти одновременно. И изначально я планировал включить соло Никто не забыт, ничто не забыто в обе эти работы. Но в связи с тем, что выпуск сольного альбома был отложен на неопределенный срок, соло вышло только на „Лабиринте“. Однако идея того, чтобы оно обязательно вышло и на „Большой Прогулке“ осталась»[6][неавторитетный источник].
- В 2002 году группы «Мастер» и «Deadушки» приняли участие в разработке компьютерной игры «Недетские Гонки», выпущенной фирмой «1С»[6][10]. В саундтрек игры были включены инструментальные версии песен «Таран» и «Сон» с альбома «Лабиринт».

## Список композиций
| №   | Название                                      | Текст песни       | Музыка                            | Длительность |
| --- | --------------------------------------------- | ----------------- | --------------------------------- | ------------ |
| 1.  | «Места хватит всем»                           | Маргарита Пушкина | Леонид Фомин, Алик Грановский     | 6:51         |
| 2.  | «Лабиринт»                                    | Пушкина           | Олег Милованов, Грановский, Фомин | 6:07         |
| 3.  | «Високосный век»                              | Нина Кокорева     | Фомин, Грановский                 | 6:30         |
| 4.  | «Кресты»                                      | Пушкина           | Грановский                        | 5:37         |
| 5.  | «Сон»                                         | П.Морозов         | Грановский                        | 6:38         |
| 6.  | «Комета 2000» (соло, гитара)                  | —                 | Фомин                             | 1:50         |
| 7.  | «Металлдоктор»                                | Пушкина           | Грановский                        | 5:12         |
| 8.  | «Охотники за счастьем»                        | Е.Миканба         | Фомин, Грановский                 | 6:49         |
| 9.  | «Таран»                                       | Андрей Лебедев    | Лебедев, Грановский               | 2:38         |
| 10. | «Никто не забыт, ничто не забыто» (соло, бас) | —                 | Грановский                        | 2:55         |

## Участники записи
- Алексей «LEXX» Кравченко — вокал, доп. клавишные.
- Леонид Фомин «LEO» — гитара.
- Алик Грановский — бас-гитара.
- Олег Милованов — ударные.

А также:
- Андрей Лебедев (Крустер) — гитара (9).
- Геннадий Матвеев — клавишные.
- Звукорежиссёр: Андрей Лебедев
- Звукоинженер: Геннадий Матвеев
- Ответственный продюсер: Алик Грановский
- Художник: А. Сальников

## Отзывы критиков об альбоме «Лабиринт»
- Один из обозревателей[кто?] немецкого портала MetalGlory в рецензии на альбом «Мастер: Классика 1987—2002» (2002) весьма лестно отозвался об альбоме «Лабиринт», упомянув его в связи с оценкой вошедших в сборник «Классика…» композиций «Лабиринт» и «Кресты»:

«Master: Klassika 1987—2002» CD Review Rezension (METALGLORY Magazine, 14.05.2003):

На редкость технически навороченная работа 2000 года «Лабиринт» представлена заглавной песней, которой предшествует мистическое соло. Типичное произведение МАСТЕРА с испепеляющей жесткостью и своенравным течением мелодии, приправленное необычным вокалом, ядовитыми риффами и слегка прогрессивными инструментальными пассажами. «Кресты» не только вторая баллада диска, но и одна из лучших за всю историю группы, подтверждающая высокую школу российских музыкантов. Лишь немногие западные коллективы способны создавать настолько чувственные баллады. И ни следа слащавой сентиментальности, зато фантастически интересно. 
Оригинальный текст (нем.)Das technisch extrem vertrakte 2000er Werk "Labyrinth" ist vertreten mit gleichnamigem Titeltrack, der durch ein mystisches Intro eingeleitet wird. Ein typisches Masterstuck mit staubtrockender Harte und der eigenwilligen Melodiefuhrung, getragen abermals von den au?ergewohnlichen Vocals, den giftigen Riffs und leicht progressiven Instrumentalpassagen. „Crosses“ ist nicht nur die zweite Ballade der Scheibe, sondern auch die beste der Bandgeschichte und belegt nachhaltig die hohe Schule russischer Musiker. Nur wenige westliche Bands konnen Balladen mit dieser Intensitat an Gefuhl verwirklichen. Keine Spur von Schmalz, dafur traumhaft faszinierend.